# 阿梅里克斯 (堪薩斯州)
阿梅里克斯（英語：Americus）是一個位於美國堪薩斯州萊昂縣的城市。

## 地方資料
根據2020年美國人口普查的數據，阿梅里克斯的面積為2.84平方千米，當中陸地面積為2.81平方千米，而水域面積為0.03平方千米。當地共有人口776人，而人口密度為每平方千米273.24人。